# 孫臏拳
孫臏拳，亦稱為孫賓拳，為中國山東的拳法之一。該門拳法，相傳為戰國時期的軍事家齊人孫臏所創，主要在聊城、青島、淄博、濟南等地流傳。現今廣泛流傳的孫臏拳，肇因於楊廷棟在山東青島國術館期間所推廣的。於1949年，中國國民黨撤退至台灣，高芳先帶領青島國術館及青島保安旅至台灣，因此台灣亦有孫臏拳的流傳。不過，《戰國策》、《史記》等史書亦不見有孫臏拳之記載。另外孫臏拳在清末民初才在聊城、館陶、青島一帶流傳，因此孫臏拳為後人借用孫臏之名創出拳術的可能性亦不能排除。雖然如此，孫臏拳已在中國大陸廣為流傳，於2011年5月23日孫臏拳被列为第三批中国国家级非物质文化遗产。

## 武術家
楊廷棟（1882年－1939年），字明齋，外號「楊二虎」。山東陽谷縣人。習得孫臏拳於一名姓張的趕車人（一說為商人）。1923年，韓愧生租借「齊燕會館」禮堂北面，建立「國技學社」，1926年韓愧生逝世，楊廷棟承接韓魁生的「國技學社」。而國技學社，經過籌備，於1929年9月12日正式成立「青島國術館」，楊廷棟其後大力推廣傳授孫臏拳，使得孫臏拳在青島、濟南一帶廣泛傳開。1933年，楊廷棟於第十七屆華北運動會獲得個人特別技能冠軍。

## 套路
孫臏拳共三百六十五手由四架組成，分別是母架三十二手、小架六十四手、大架九十六手、中架一百七十三手（中架打八方秘傳九盤）。台灣流傳套路主要為：96手、64手，32手與32手對練，共四套。並無拳捶、八方等套路與散手。

## 兵器
孫臏拳有兵器：孫臏拐、子午剣、五虎槍、四封刀、迎門棍、日月燕翅圏。

## 四架口訣
三十二手母架拳，小架左右勢相連，大架攆打起伏現，中架八方不輕傳。